# Margaritus de Brindisi
Pour les articles homonymes, voir Brindisi (homonymie).
Margaritus de Brindisi, surnommé le « Nouveau Neptune », fut le dernier Grand Amiral (Ammiratus Ammiratorum) du royaume siculo-normand, et le 1er comte de Malte, à la fin du XIIe siècle.

## Biographie

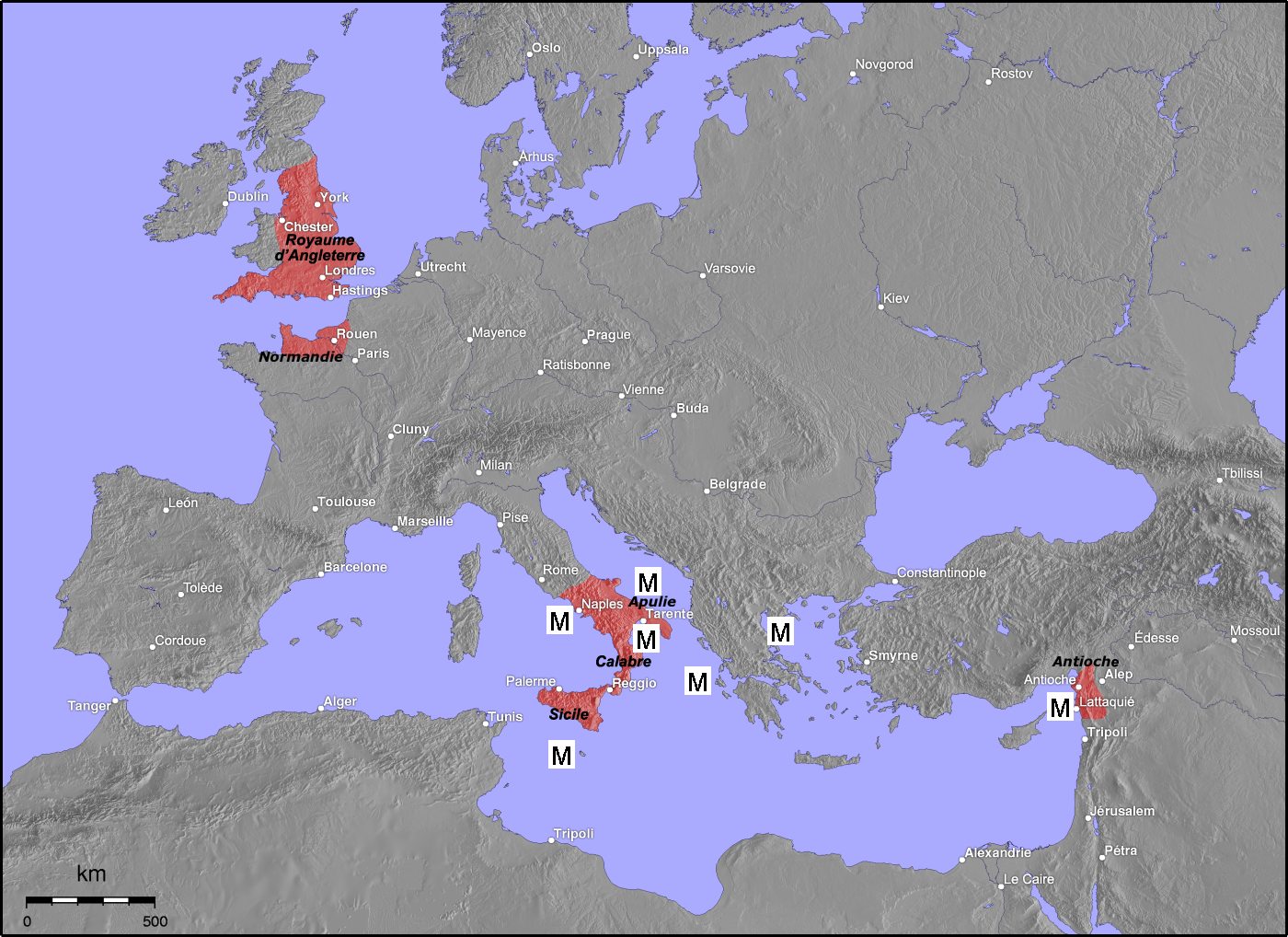
Les actions de l'amiral Margaritus de Brindisi (notés par la lettre "M").

Diverses hypothèses existent quant à son lieu et à sa date de naissance ; selon l'une d'elles il serait d'origine grecque, né vers l'an 1145 dans le duché normand d'Apulie, à Brindisi. Margaritus fut d'abord un pirate avant de se mettre au service du roi normand Guillaume II de Sicile, au début des années 1180. Il remporta plusieurs succès contre l'Empire byzantin et le roi Guillaume le nomma comte palatin de Céphalonie et de Zante en 1185.
Il servit également le successeur du roi Guillaume, Tancrède de Lecce (1189-1194), qui le nomma 1er comte de Malte, probablement à son avènement en 1190.
En 1194, il défendit Palerme, capitale du royaume de Sicile, qui tomba finalement le 20 novembre aux mains des troupes germaniques de l'empereur Henri Hohenstaufen dit « le Cruel », prétendant au trône de Sicile. Margaritus fut présent au couronnement de ce dernier (25 décembre 1194) avant d'être arrêté quatre jours plus tard, accusé de complot.
Envoyé en Germanie comme prisonnier, Margaritus fut aveuglé et émasculé sur ordre d'Henri en 1197 ; on perd ensuite sa trace et il est probable qu'il soit mort de ses blessures. Selon une information jugée fantaisiste du chroniqueur anglo-normand Roger de Hoveden, Margaritus, désormais aveugle, se serait mis au service du roi de France Philippe Auguste vers l'an 1200 et, alors qu'il se rendait à Brindisi où il avait rassemblé une flotte, il aurait été tué à Rome par un domestique.

## Union et postérité
De son épouse, une certaine Matina, Margaritus eut des enfants mentionnés dans son testament mais dont on perd la trace après l'été 1294, et qui ont peut-être été comme leur père victimes d'Henri VI.
Les hypothèses proposées par Karl Hopf du mariage de deux de ses filles respectivement à l'aventurier génois Leone Vetrano et à un certain Riccardo « Orsini » (el), père hypothétique de Matteo « Orsini » (successeur de Margaritus comme comte palatin de Céphalonie et Zante), ont été rejetées.
L'hypothèse de Hopf le présentant également comme père de Guillaume dit « le Gras » (Guglielmo Grasso), 2e comte de Malte, a elle aussi été abandonnée. Il s'agit vraisemblablement d'une légende car ce dernier était un corsaire génois (et non d'origine grecque comme Margaritus) et qu'il fut récompensé par ce titre après la disgrace de Margaritus en 1194 par Henri VI « le Cruel ». Les généalogies modernes excluent Margaritus des ascendants de Guglielmo Grasso.